# PECO
PECO (acronim pentru petrol, comerț) a fost întreprinderea de stat ce s-a ocupat de comercializarea carburanților, lubrifianților și altor produse petroliere pentru autovehicule, aeronave, nave și altele, prin intermediul stațiilor de alimentare și depozitelor avute, în perioada 1958–2006. Aceasta a ieșit în evidență ca fiind singura întreprindere în perioada comunistă și puțin timp după 1989 cu acest profil de activitate. De-a lungul timpului a cunoscut tranziția între Ministerul Industriei Petrolului și Chimiei, Compania Română de Petrol (CRP), Societatea Națională a Petrolului „Petrom” (SNP Petrom) și OMV Petrom, fiind contopită, alături de alte companii asemănătoare sau din subordine, în noua companie OMV Petrom Marketing în 2006.
Începând din 1994 a făcut obiectul discuțiilor Agenției Statelor Unite pentru Dezvoltare Internațională și Băncii Mondiale privind restructurările, raționalizările și investițiile în domeniul downstream, unde se propunea înlăturarea monopolului PECO prin mai multe variante, precum vânzarea de depozite și stații de alimentare către rafinăriile României, aducerea de investitori străini pentru construirea unor stații moderne sau privatizarea companiei-mamă Peco S.A. Ajutorul dat rafinăriilor se putea concretiza prin expansiunea unităților de procesare în zona de comerț prin asociații cu companii internaționale, preluarea de stații PECO, sau dezvoltarea unor rețele proprii de stații de către rafinării.
În perioada anilor 1990–2000, ca urmare a pătrunderii pe piața românească a companiilor locale și străine de distribuție, PECO a decăzut.

## Istoric

### Context
În perioada interbelică, în România exista rețeaua de stațiuni de alimentare a societății Unirea, ce comercializa benzină albastră Ethyl, cu caracteristici anti-detonante și destinată automobilelor moderne cu motoare cu un raport de compresie mare, precum și ulei LUBOIL.
O altă rețea, O.S.I.N. a societății Distribuția din București, consta din 51 de stațiuni de alimentare în țară ce comercializau benzină OSIN, Fulger cu ethyl, uleiuri OSIN-OIL și VEGA. Mai existau produsele Crinul Alb, Trandafirul Alb, Petrosin (pentru pardosele și parchete) și ceară. În 1936 s-a anunțat colaborarea între Distribuția și subsecretariatul de stat al aerului pentru construirea unor stațiuni de alimentare moderne cu benzină în dotarea aeroporturilor din țară, prima inaugurată fiind cea de la Băneasa și în stadiu de construire cele de pe aerodromurile civile din Arad, Balcic, Cernăuți, Cetatea Albă, Chișinău, Cluj, Constanța, Galați, Iași și Otopeni (București).
Înainte de Al Doilea Război Mondial Distribuția avea 310 stațiuni, Unirea 75, Creditul Minier 14, Prahova 10, Vacuum Oil Co. 9 iar alții 32 de stațiuni, în total existând 450 de stațiuni în România.
În 1947, principala companie de comercializare a produselor petroliere în țară a fost Distribuția, sub care se aflau grupate companiile petroliere importante: Astra Română, Româno-Americană și Steaua Română, toate în dublă calitate de acționari și furnizori; și Concordia și Columbia, în calitate de furnizori. Produsele erau vândute pe bază de comision, unde Distribuția acoperea între 70 și 80 % din necesarul de produse petroliere pe piața internă, restul fiind acoperit de Creditul Minier, Prahova și alții.

### Înființare
În 22 aprilie 1958 s-a anunțat public reamenajarea stațiunilor de desfacere a produselor petroliere, sub Direcția generală a desfacerii din cadrul Ministerului Industriei Petrolului și Chimiei (condus în respectiva perioadă de Mihail Florescu). În acest fel a apărut marca PECO (acronim explicat ca petrol, comerț), prima stațiune inaugurată fiind cea din Piața Romană din București. Ulterior se avea în vedere în perioada următoare reamenajarea și reutilarea celorlalte stațiuni de pe arterele principale ale Capitalei, capitalelor de regiuni și de pe șoselele naționale cu trafic internațional, precum și dotarea unor astfel de amplasamente cu ateliere de spălat și gresat și punerea în vânzare a unor noi tipuri de benzine.

### Dezvoltare
Între 1960 și 1964 au fost construite în țară peste 30 de stațiuni de alimentare PECO, iar unitățile existente au fost dotate cu circa 300 de pompe electrice automate.
În 1964, în contextul dezvoltării turismului, cu intensificarea circulației pe drumuri, s-a adus necesitatea măririi numărului stațiilor de alimentare. Astfel, organele de resort din Ministerul Industriei Petrolului și Chimiei, în colaborare cu Oficiul Național de Turism „Carpați” (ONT) și cu organele locale, au stabilit o amplasare a noilor stații pentru a deservi posesorii de autoturisme sau motorete.
La nivelul lunii ianuarie 1964 în București existau peste 50 de stațiuni, numărul acestora crescând în paralel cu dezvoltarea parcului auto. În același an a început comercializarea anumitor piese accesorii pentru autovehicule. În martie 1964 se inaugurase stațiunea de alimentare din Bârlad iar până la sfârșitul lunii august se avea în vedere inaugurarea altora 13 la Brăila, Bicaz, Onești, Vatra Dornei, Târgu Jiu, Horezu (nemenționat dacă a fost concretizată), Câmpina, București, Victoria, Sibiu, Oradea (spre punctul de frontieră Borș), Târgu Secuiesc, Hunedoara, Turnu Măgurele. Acestea au fost construite din panouri prefabricate din metal, sticlă și masă plastică, mobilier din masă plastică, iar cele din Câmpina, Brăila și Onești au fost prevăzute cu compartimente pentru vânzarea de ziare, reviste și articole de artizanat, iar stațiunea din Victoria cu un punct comercial mai dezvoltat.

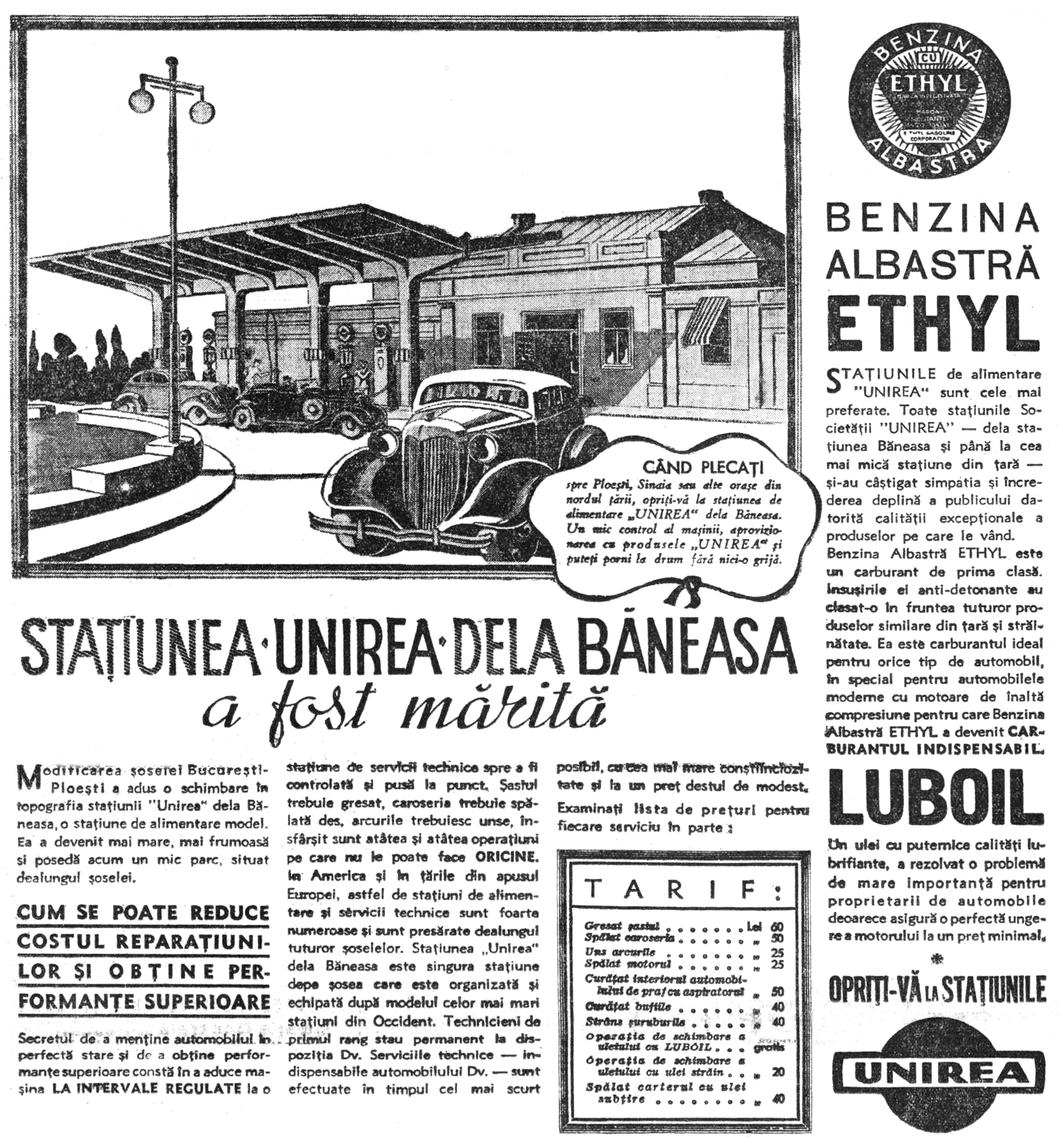
Reclamă a societății Unirea din 1936, una dintre rețelele de stațiuni peste care s-a dezvoltat PECO

Tot la aceste stațiuni capacitățile de depozitare și livrare a produselor au fost dimensionate cerințelor automobiliștilor locali și ale turiștilor din exterior, au fost montate pompe noi cu capacitate mai mare de debitare, care înregistrau cantitatea produsului debitat și suma de plată, iar la unele s-au montat pompe de amestec pentru autoturismele cu motoare în doi timpi și motocicletele care foloseau benzina în amestec. S-au mai introdus pe piață uleiuri pentru posesorii de autoturisme Fiat, uleiuri în alte ambalaje în stațiunile aflate pe artere principale, piese auto-moto și un pliant al stațiunilor de alimentare și traseelor din țară.
Pentru anul 1965 s-a prevăzut construirea de stațiuni la București, Hârșova, Tulcea, Bacău, Mediaș, Hațeg, Sighișoara, Sibiu, Timișoara, Cluj, Dej, Caransebeș, Petroșani, Reșița, Stamora Moravița, Craiova, Slatina și Ploiești. Începând din 1 aprilie 1965, toate stațiunile din țară au început să pună în vânzare doar sortimente de benzină cu cifre octanice realizate după metoda Research Octane Number (RON), folosită și în alte țări. În acest fel, noile denumiri ale benzinelor au fost stabilite ca: Normală, cu cifră octanică 75 R, Regular, cu 90 R și Premium cu 98 R.
În 1971, benzinele pentru automobile se fabricau la rafinăriile: Brazi, Câmpina, Dărmănești, Ploiești, Ploiești-Nord, Pitești, Teleajen și Uzina de petrol din cadrul Grupului industrial petrochimic Borzești.
În 1972 se comercializau benzinele în totalitate aditivate cu tetraetilplumb: Premium C.O./R (Cifră Octanică/Research) 98 E pentru motoarele auto moderne cu turație și raport de compresie ridicată (de tip Fiat, Ford, Volkswagen, Renault și altele), Regular C.O./R 90 pentru motoarele auto cu turație și raport de compresie mijlocie (de tip Volga, Skoda, Wartburg⁠(en)[traduceți], Trabant și altele) și Normal C.O./R 75. pentru motoarele auto cu turație și raport de compresie scăzută (de tip Moskvici și autocamioane). Motorina era comercializată în două variante, de vară și de iarnă. În materie de lubrifianți pentru motoare și cutii de viteze și diferențiale, PECO comercializa mărcile proprii SR. 211 vară, SR. 211 iarnă, M-20 W/40 Extra, M-10 W/30 Extra și 80EP2 și 90EP2, echivalentele Shell, Mobil, Castrol⁠(en)[traduceți], BP Energol, Caltex⁠(en)[traduceți], Esso și cele din URSS.
În 1979 a fost emis Decretul nr. 277 din 25 iulie „privind unele măsuri pentru raționalizarea consumului de carburanți și gospodărirea economicoasă a parcului de autovehicule”, unde printre măsurile luate au fost: reducerea parcului auto al instituțiilor de stat și cele de transport de tip Taxi, stabilirea de cote de combustibil pentru categoria celor de stat, obștești și cele particulare, înlocuirea tuturor autoturismelor pe benzină cu consum mai mare de 11 litri la 100 km, interzicerea circulației autovehiculelor de stat sau proprietate obștească la sfârșit de săptămână, circulația alternativă în zilele de duminică și celelalte nelucrătoare a autovehiculelor proprietate personală în raport cu numărul de înmatriculare – cu soț sau fără soț, limitarea de distanțe parcurse de anumite categorii, stabilirea prețurilor la benzina C.O./R 96–98 de 7,50 lei/litru, benzina C.O./R 88–90 de 6,80 lei/litru și motorina auto de 4,00 lei/litru, cu modificări și la combustibilii lichizi, uleiuri minerale, benzină extracție, parchetin și gaze lichefiate; stabilirea prețurilor în valută în dolari SUA pentru benzina C.O./R 96–98 de 0,70 dolari/litru, benzina C.O./R 88–90 de 0,65 dolari/litru, benzina C.O./R 75 de 0,55 dolari/litru și motorina auto de 0,55 dolari/litru, și altele.
Potrivit unui raport al Departamentului de Stat al Statelor Unite ale Americii din 1980, în România exista benzină premium (cu cifră octanică de 98) și obișnuită (cu cifră octanică de 91), dar că era de recomandat folosirea celei premium din cauza impurităților care reduc calitatea celei de 91. Benzina premium costa 7,50 lei per litru sau aproximativ 2,39 dolari per galon. Uleiurile de motor românești nu erau recomandate decât în situații de urgență și că benzinăriile erau numeroase în majoritatea regiunilor, fiind menționate ca PECO.
În 1984, în contextul unei penurii de uleiuri de iarnă în stații, s-a făcut mențiunea de către un reprezentant al Centralei pentru desfacerea produselor petroliere „PECO” că cel mai căutat ulei pentru autoturismele aflate în circulație în țară, multigrad 20W/40 cu aditivi cu proprietăți detergent-dispersante, antioxidante și antiuzură, poate fi folosit pe tot parcursul anului, indiferent de temperaturi și că respecta normele de calitate internaționale. S-a mai completat faptul că uleiul multigrad 10W/30, considerat de către unii automobiliști ca fiind ulei de iarnă, are caracteristici tehnice identice cu ale 20W/40 și că restrângerea gamei de uleiuri este un proces care se manifestă în majoritatea țărilor cu climă temperată.

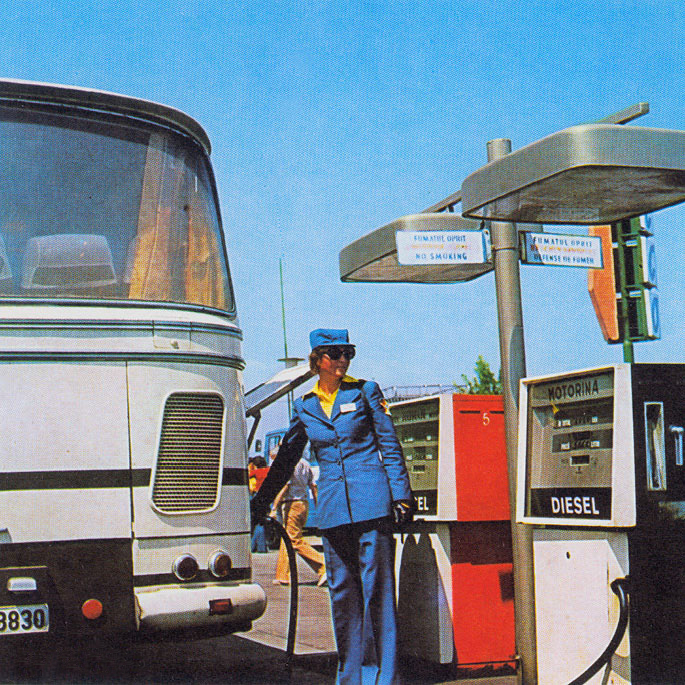
Alimentare de la pompa de motorină
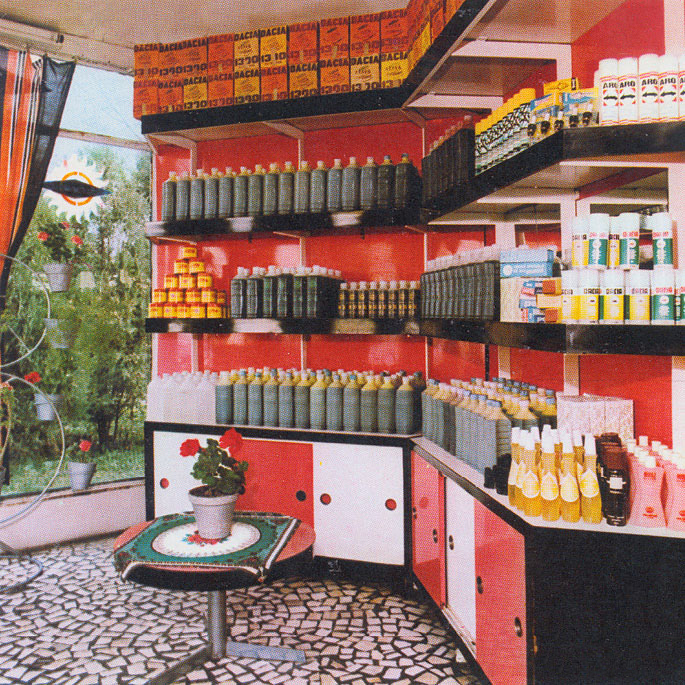
Piese auto într-o vitrină PECO
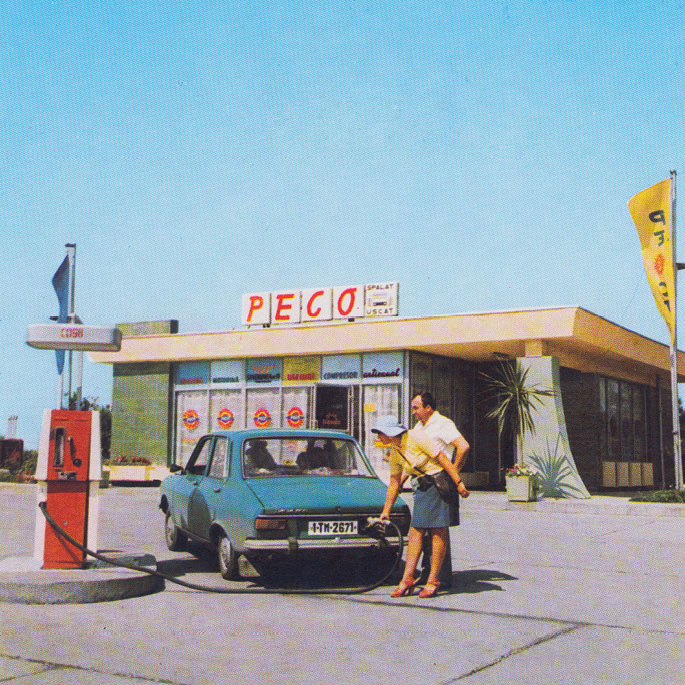
Alimentare de la pompa de benzină
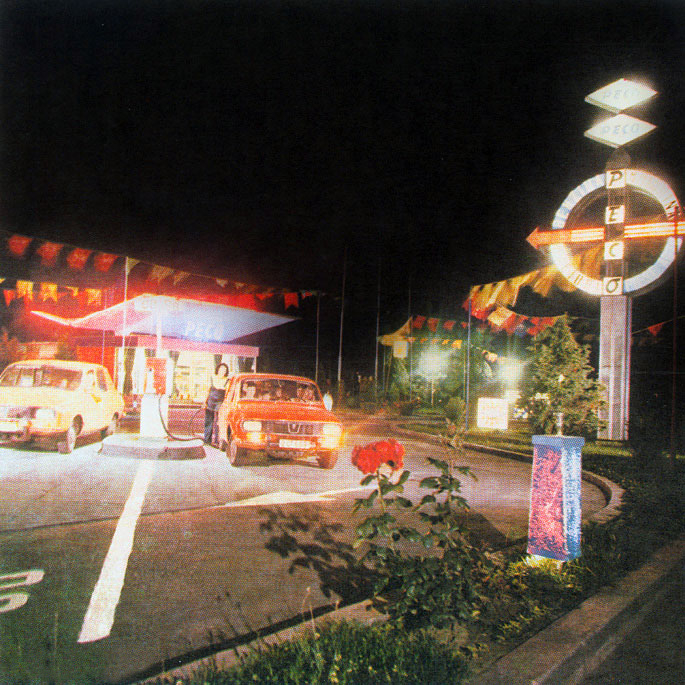
Stație PECO pe timp de noapte
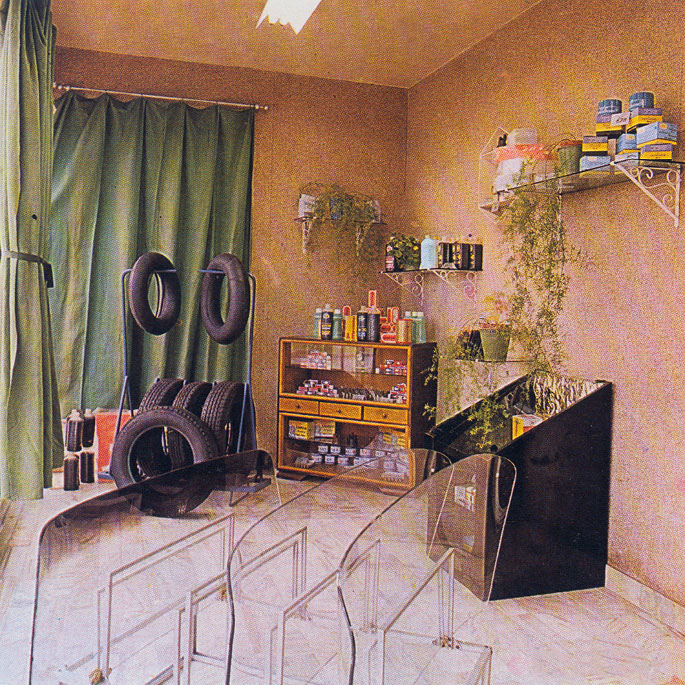
Piese auto expuse

La nivelul anului 1987 se comercializau:
- gaz petrolier lichefiat (ARAGAZ);
- benzine (pentru aviație, automobile, auto COR-80 E și regular cu metanol);
- motorine (tip T, motorină-45, motorină absorbție);
- combustibili lichizi cu întrebuințări speciale (pentru turboreactoare, tip P și M, pentru nave, lichid ușor);
- combustibili lichizi grei pentru focare industriale (incluzând și păcură reziduu deparafinare și păcură pentru negru de fum);
- uleiuri minerale (auto, aviație, nave, transmisii, lagăre, pompe, utilaje industriale, mecanică fină, turbine, compresoare, turbocompresoare, perforatoare pneumatice, instalații frigorifice, amortizoare telescopice, electroizolante, cabluri, transformatoare, prelucrarea metalelor, decofrarea betoanelor, încălzire, tratamente termice, UPV, osii);
- unsori consistente (pentru laminoare, lubrifiante, grafitate, lagăre deschise, rulmenți, prăjini de foraj, industria sticlei);
- lichide de spălare și fluide de protecție;
- parafine și cerezine;
- bitumuri de petrol (pentru drumuri, industrie, izolare conducte îngropate, amestecuri electroizolante, industria cauciucului, hidroizolații);
- hidrocarburi aromatice (benzen, toluen, etilbenzen, paraxilen, ortoxilen, xileni tehnici);
- solvenți petrolieri (sau dizolvanți: benzină de extracție, normală, white spirit rafinat, solvent suprarafinat);
- cocs (de petrol și de gudroane);
- vaseline (tehnică artificială, farmaceutică naturală și farmaceutică artificială);
- alte produse petroliere (acizi naftenici, leșii naftenice, leșii crezilice, dezemulsionanți, diluanți pentru impregnanții din conservarea lemnului, azurinol, sulfonați de sodiu, inhibatori de coroziune, eter de petrol, petrol distilat, extract de motorină pentru negru de fum, extract de ulei pentru prelucrarea cauciucului).[21]

### După 1989
În perioada postcomunistă, dezvoltarea stațiilor de distribuție a carburanților a plecat de la rețeaua comunistă existentă PECO. Ulterior s-au format rețele de stații care aparțineau unor companii petroliere diferite, urmând și intrarea pe piață și a unora străine și apariția concurenței în sectorul comerțului de acest tip.

#### Reorganizare
În anul 1991 s-au format mai multe companii PECO, prin reorganizare economică, pentru fiecare județ existent atunci (exceptând Ilfov), înlocuind întreprinderile pentru livrarea produselor petroliere PECO, în formula S.C. Peco [numele județului] S.A. Cele 41 de companii județene operau aproximativ 500 de stații în 1996 (anterior 450 în 1994), 154 de depozite și câteva conducte. Se comercializa benzină de 3 tipuri, motorină, păcură și gaz petrolier lichefiat. În 1994 piața PECO reprezenta 30 % din volumul de petrol procesat în România și deținea poziția dominantă în distribuție și depozitare, în condițiile în care apăruseră deja aproximativ 200 de stații private. De asemenea, companiile județene controlau stațiile din subordine (incluzând și partea de marketing) și livrau produsele atât pentru aceste stații, cât și pentru clienți din comerț și agricultură.
În locul fostei Centrale pentru desfacerea produselor petroliere PECO a fost înființat S.C. Peco S.A. București, în 15 februarie 1991. Prin desființarea centralei PECO și Centralei industriale de rafinării și petrochimie Brazi a fost înființat Rafirom, tot în 15 februarie 1991. PECO deținea un rol asemănător cu Rafirom, dar în alt sector petrolier. Astfel, s-a justificat crearea companiilor județene, dar și a Petrotrans și Oilreg.[A] Societatea Rafirom, al cărei obiect principal de activitate era importul de petrol și alte materii prime pentru aprovizionarea rafinăriilor, coordona activitatea a: 10 rafinării – Petrobrazi (cu activitate împărțită în 3 societăți comerciale), Petromidia, Arpechim, Rafinăria Astra, Vega, Rafinăria Dărmănești, Steaua Română Câmpina, RAFO, Petrolsub; și alte companii din domeniul petrochimic (CAROM, Petrochim, Polichim și altele), cercetare (IPIP, ICERP) sau servicii conexe (Petrorep – repararea instalațiilor; Comrepi – executarea de construcții, montaje și reparații și altele). Capitalul social a fost deținut integral de statul român, ca acționar unic, în cazul tuturor companiilor din cadrul Rafirom și PECO. Ulterior, acțiunile au fost transmise de stat către persoane fizice sau juridice, române sau străine.
În această perioadă companiile județene și-au extins rețelele de benzinării sub dirijarea Peco S.A. Întreprinderea pentru livrarea produselor petroliere Peco București a fost reorganizată prin Hotărârea de Guvern nr. 115 din 15 februarie 1991, sub denumirea Peco București S.A., iar prin prin Hotărârea de Guvern nr. 571 din 21 august 1991 a fost modificată în Competrol S.A.
În anul 1996, în contextul înființării Companiei Române de Petrol (CRP), societățile PECO în întregime au fost incluse, printre altele, în componența CRP. În 1997, în timpul organizării Societății Naționale a Petrolului „Petrom” (SNP Petrom), societățile au fost încadrate ca sucursale în cadrul SNP Petrom, la fel și Transpeco. Capitalul social al tuturor societăților la fuzionare (incluzând rafinăriile Arpechim și Petrobrazi) în 1997 a fost de 1 169 542 225 ROL. În anul 2004, când SNP Petrom a fost privatizat către OMV (ca OMV Petrom), și societățile de tip PECO au urmat un proces de reorganizare, fiind contopite în noua companie OMV Petrom Marketing, care începând din 2006 deține și a brandul OMV din România și alte țări. În schimb, Transpeco a păstrat statutul de sucursală după preluarea Petrom. În 2004, Transpeco deținea 682 de autovehicule cu o capacitate totală de transport de aproximativ 9600 metri cubi. Separat, sucursalele PECO aveau o flotă de 424 autovehicule cu o capacitate de 5500 metri cubi.

#### Transport
Prin aceeași Hotărâre de Guvern nr. 571 din 21 august 1991 a fost înființată S.C. Transpeco S.A. București în locul Întreprinderii de transporturi auto pentru produse petroliere PECO. Aceasta se ocupa de „transportul cu mijloace auto al produselor petroliere și al altor produse, în trafic intern și internațional; transport cu caracter tehnologic de ambalaje, utilaje și personal, întreținerea și reparațiile mijloacelor de transport auto, confecționarea și recondiționarea pieselor de schimb pentru acestea, prestări de servicii în acest domeniu”. Compania schimba din capitalul social acțiuni cu altele din categoria distribuției și comercializării produselor petroliere, precum cele PECO județene, dar și cu Petrotrans, Competrol și Oilreg. Statul român era acționar prin Peco S.A. Interdependențele la nivel de acționariat au fost specifice anilor 1990, fiind o acțiune de responsabilizare a companiilor implicate, însă care nu a fost continuată tocmai de Guvernul României.
În anul 2007 Transpeco S.A. s-a externalizat din OMV Petrom pentru a se reorganiza ca Transpeco Logistics&Distribution S.A., cu capital privat românesc și cu obiectul de activitate în transportarea produselor petroliere în teritoriul țării, pentru alte companii petroliere. La momentul desprinderii, societatea avea 700 de angajați și peste 300 de autovehicule de transport.
Un alt transportator de produse finite către PECO era Petrotrans S.A., firmă specializată în preluarea și transportul produselor de la rafinării cu ajutorul conductelor (în același mod precum Conpet) și vagoanelor-cisternă proprii. Petrotrans deținea conducte proprii în lungime de 2500 km, o acoperire de aproximativ 30 % din teritoriul țării și gestionare a aproximativ 25 % din cererea de produse (indiferent de client). Prețul de transport al produselor petroliere prin conducte era la jumătate din prețul cerut pe calea ferată, indiferent de distanță.

#### Consum

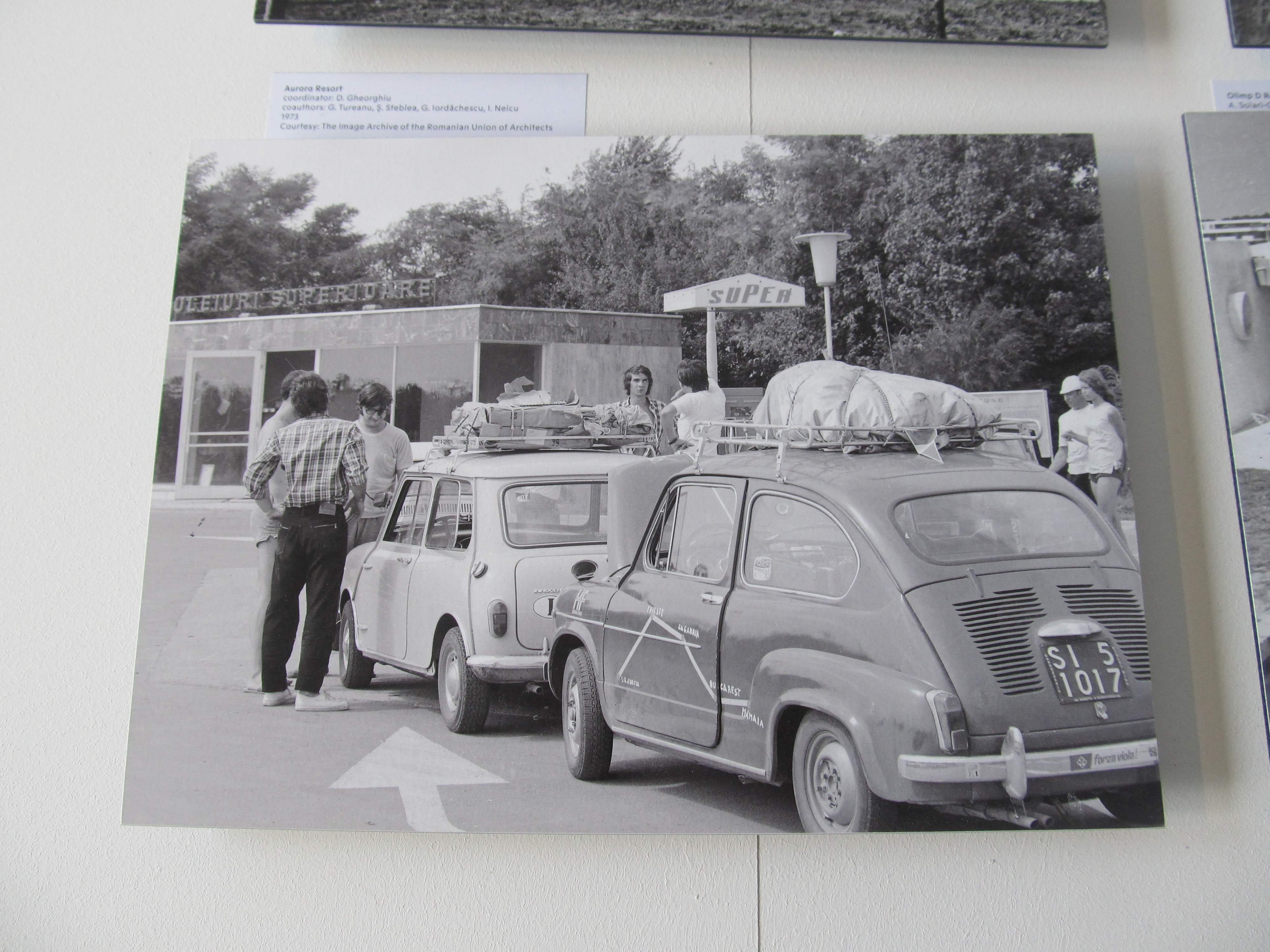
Turiști italieni vizitând litoralul românesc în 1973, ilustrați lângă mașinile proprii Innocenti Mini și Fiat 600 într-o stație din Aurora, Constanța.

În 1993, în momentul când PECO era cel mai mare jucător pe piață în domeniu, avea vânzările de benzină în jur de 1 milion de tone pe an, find considerate mici. Din statistică reieșea că consumul pe cap de locuitor era doar de 10–20 % din cel tipic în Europa de Vest. Vânzările de motorină erau de ordinul a 2,5 milioane de tone pe an. În 1994, prețurile de vânzare percepute de PECO erau aceleași în întreg teritoriul țării și erau stabilite de Ministerul Finanțelor.
Conform statisticilor PECO, benzina fără plumb a reprezentat aproximativ 14 % din cererea totală de benzină în 1995, iar Agenția Statelor Unite pentru Dezvoltare Internațională (USAID) și Banca Mondială au prognozat în 1996 că până în 2000, ponderea benzinei fără plumb urma să crească la 24 %, iar până în 2005, la 49 %. În 1995, cererea de benzină cu plumb era de 67 %, iar cea de benzină nafta de 19 %. În același an, cererea de motorină cu conținut ridicat de sulf (0,2 %) a fost de 27 % iar a celei cu conținut scăzut de sulf de 73 %. În privința cererii de păcură cu conținut scăzut de sulf (1 %) cererea era 26 % iar în cazul celei cu conținut ridicat (3,5 %) de 74 %.
În 1995, eliminarea treptată a benzinei cu plumb în România nu era posibilă fără investiții din cauza capacității tehnice a rafinăriilor. Astfel, în țară se permiteau concentrații de plumb de până la 0,6 g/I, în timp ce în alte țări din Europa Centrală și de Est s-a redus treptat concentrația maximă la standardul Uniunii Europene (0,15 g/I). A fost prognozat ca optimizarea unităților de rafinare și reducerea plumbului din benzină să aducă economii pe sectorul de rafinare. Emisiile de plumb din industria metalurgică, arderea combustibililor în industrie și benzina cu plumb au fost limitate puțin și prin proceduri provizorii în România.
În 1994, consumul de lubrifianți în țară a fost de aproximativ 350 000 de tone, constând din materia petrolieră de bază (320 000 de tone) și aditivi (30 000 de tone). Din total, 40 % a reprezentat consumul proprietarilor de vehicule personale, unde întreg volumul a fost furnizat din import. Consumatorii comerciali au reprezentat aproximativ 23 % din cererea internă (82 000 de tone), iar consumatorii industriali 37 % din cererea internă (129 000 de tone). În plus, producătorii autohtoni au produs aproximativ 22 000 de tone pentru export. Se estima că consumul de lubrifianți urma să crească rapid în viitor.

Configurarea fabricării de lubrifianți în România anului 1994.

Etapa de rafinare consta în îndepărtarea aromaticelor și creșterea vâscozității lubrifianților. Trei tehnologii prezente în rafinăriile din țară erau: extracția prin solvent furfurol, hidrocracare și tratarea chimică cu acid sulfuric urmată de neutralizare cu sodă caustică. Au existat probleme în privința calității lubrifianților, în special din cauza:

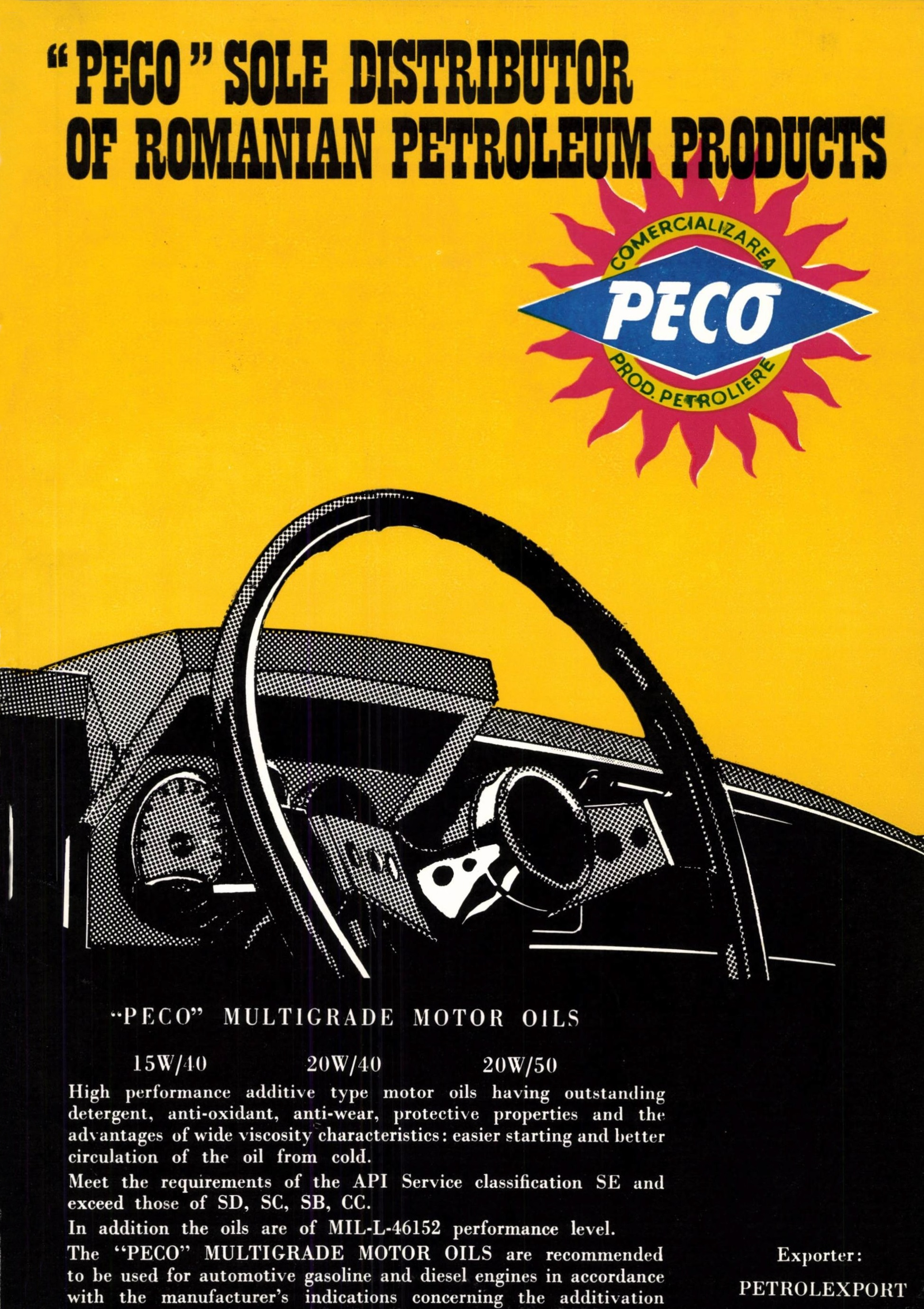
O reclamă în limba engleză la uleiuri multigrad ale rețelei PECO, precum: SAE 15W40, 20W40, 20W50.
Se menționează că îndeplinesc standardul de clasificare API Service SE și că le depășește pe cele SD, SC, SB, CC ale aceluiași organism; precum și faptul că uleiurile îndeplinesc standardul militar MIL-L-46152.

1. contaminării cu parafine din cauza înlocuirii petrolului naftenic, ce nu necesita instalație de deparafinare, cu petrol parafinos – la Astra Română;[37]
2. instalațiilor învechite de origine rusească din anii 1950 care provocau culori și clarități neatrăgătoare ale lubrifianților pentru clienți – la Petrotel;[37]
3. instalației învechite de finisare cu argilă care urma să nu mai producă lubrifianți la standarde de calitate actuale – la Lubrifin;[38]
4. instalației experimentale în concepție românească incapabilă să producă lubrifianți calitativi, alături de instalația de hidrodeparafinare (ce era în fapt instalația de hidrofinare a unei secții de lubrifianți cu extragere cu solvenți, închisă în 1983 din cauza întreruperii aprovizionării cu petrol), aflată într-un conflict de capacitate de producție cu instalația de hidrocracare, fenomen ce cauza degradarea vâscozității – la Arpechim;[38]
5. producției și randamentului scăzut cu tehnologie învechită și neecologică, care cauza producția de lubrifianți de calitate slabă și neuniformă – la Vega.[38]

În 1996, cele mai multe produse petroliere rafinate erau comercializate de către PECO, iar segmentul de carburanți comercializați cu amănuntul de către PECO, dar și alte companii.

#### Competitori
După 1990, perioadă în care informații despre piața petrolieră din România erau puține și existau necunoscute economice și de alte categorii, au pătruns treptat în țară și companii străine de distribuție a carburanților.
PECO a pierdut rapid o parte din cota de piață în fața unor comercianți independenți locali și companii concurente, de la 100 % în 1989 la o medie de mai puțin de 50 % în iulie 1995. Fenomenul a fost explicat prin practici și fenomene care incomodau clienții, precum:
- stații care nu mai corespundeau standardelor de proiectare și funcționare, cu amplasări în loturi interioare și nu în colțuri de străzi sau intersecții cu trafic intens;
- orare limitate;
- nivelul general slab de prestare a serviciilor;
- stații mici și prost configurate pentru autovehicule;
- carburanți adesea indisponibili;
- clienți comerciali ce trebuiau să achite facturile sau să obțină alte servicii tocmai la birourile companiei.[39]

Ca soluții s-a propus:
- investiții și extinderea stațiilor;
- recalificarea personalului;
- lipsa orientării către client, lucru ce ajutase deja competitorii în câștigarea cotei de piață.[39]

Problemele la nivel de conducere și aprovizionare s-au identificat în:
- cele 41 de companii județene care nu funcționau ca un întreg eficient, cu minusurile companiei centrale ca:
  - lipsa unui management în marketing sau promoții;
  - lipsa de design, imagine și strategie de marketing comună;
  - lipsa de servicii sau produse uniformizate.[39]

Astfel, singurul indiciu că societatea funcționa în întreg era numele comun, sursa comună de aprovizionare și restricțiile de preț impuse de Guvernul României. Însă, o companie bucureșteană își schimbase numele în „Competrol”, evitând asocierea cu PECO, iar sistemul impus în modul de aprovizionare era uneori eludat de către companiile din teritoriu.
S-a mai adus în evidență ineficiența dată de împărțirea în 42 de companii în teritoriu, cu management propriu la doar aproximativ 500 de stații și 154 de depozite, care ducea la un număr de angajați ineficient; dar și sistemele de tranzacții comerciale învechite, neasistate de computer, chiar și în cazul contabilității de bază; erori, întârzieri de rapoarte, amestecarea de date, cu o contabilitate directă slabă în privința costurilor și profiturilor. Unele companii județene au încercat să contracareze amenințarea dată de competitori, însă personalului îi lipsea abilitățile de marketing și management, precum și sisteme de sprijin în luarea deciziilor. Marjele mici de profit, date de controlul prețurilor, au dus la imposibilitatea finanțărilor de modernizări. Multe dintre companiile din teritoriu depindeau de depozite pentru supraviețuire, prin serviciile oferite unor clienți de stat prinși în sistem.
La nivelul anului 1994 existau aproximativ 200 de stații de alimentare private, ce achiziționau carburanții direct de la rafinării sau din import. Prețurile comercianților puteau fi mai mici sau mai mari decât cele ale PECO, dar cei mai mulți au diferit cu sume de 1–2 ROL față de prețul oficial de 400 ROL per litrul de benzină. Pierderea de clienți de către companie era determinată și de capacitatea privaților de a investi câștigul din costul mai mic de transport al mărfii în îmbunătățirea serviciului clienți. În 1997 numărul stațiilor private s-a mărit la 600, cele mai multe fiind foste stații PECO.
În ciuda numărului mare de stații private, PECO încă ocupa o poziție de monopol (în perioada 1990–1997) în comerțul de acest tip, atât datorită numărului mare de stații (450), depozite (41) și stații de alimentare cu gaz petrolier lichefiat (8), cât și a adunării unui personal cu experiență în comerț. În comparație, stațiile private erau deținute de cetățeni români în zone periferice ale țării. Agenția Statelor Unite pentru Dezvoltare Internațională (USAID) și Banca Mondială au recomandat înlăturarea monopolului prin vânzarea de depozite și stații de alimentare către fiecare rafinărie în parte sau prin aducerea de companii străine pentru construirea de stații moderne, o combinație a ambelor abordări fiind, potrivit acestor instituții, cea mai bună modalitate de a crea concurență în zona de rafinare și distribuție/vânzări; ori privatizarea și ruperea companiei-mamă de depozite și stații. Exista și posibilitatea ca monopolurile regionale să poată activa în continuare. Instituțiile au recomandat Guvernului României înlăturarea monopolurilor artificiale pe piața petrolieră nu doar în cazul PECO, ci și Rafirom, precum și ajutarea expansiunii rafinăriilor în zona de comerț fie prin asociații cu companii internaționale, ori preluarea de stații PECO, fie prin dezvoltarea unor rețele proprii de stații de către rafinării.
În 1992, Royal Dutch Shell a fost prima companie străină care a intrat pe piața locală și care și-a construit o rețea de benzinării, fiind urmată și de alți investitori străini precum Amoco⁠(en)[traduceți], prin Amoco Romania Petroleum Company (prezentă din 1992 în domeniul extractiv). Au fost urmate de Agip (din Italia, în 1994), MOL (Ungaria, 1995, extindere peste granițele Ungariei în premieră pentru companie, inițial în regiunea Transilvania), Lukoil (Rusia, 1998, companie ce a devenit acționar majoritar al rafinăriei Teleajen în același an), OMV (Austria, 1999, ce ulterior a achiziționat un pachet minoritar de puțin peste un sfert din acțiunile Rompetrol, și mai târziu ce a câștigat licitația pentru privatizarea SNP Petrom în 2004, devenind astfel cea mai importantă companie petrolieră din țară). În anii 2000, Lukoil și OMV Petrom au devenit cele mai importante companii pentru comercializarea produselor petroliere din România.
Rompetrol a început să-și dezvolte rețeaua proprie după 2003, cu 60 de stații, în timp ce situația rafinăriei Năvodari deținută se îmbunătățea. Printre ultimele companii intrate au fost SOCAR (din Azerbaidjan, în 2011, cu o rețea de 14 stații achiziționată de la Romtranspetrol din Botoșani în 2013, și cu o țintă de deschidere a 300 de benzinării în România), precum și Nis Petrol (Serbia, 2012, deținută de Gazprom Neft și Kuwait Petroleum Corporation).
Un caz special a reprezentat rafinăria RAFO Onești, a cărei comercializare a produselor petroliere în rețeaua proprie, prevăzută mai ales după privatizare, a eșuat în timp pe fondul problemelor rafinăriei de natură economică, juridică (prin privatizarea nereușită), a schimbărilor succesive de proprietari și reglementărilor UE privind protecția mediului înconjurător. Astfel, rafinăria a fost închisă pe termen limitat, iar dezvoltarea rețelei stopată, unele stații fiind vândute. Infrastructura companiei era considerată adecvată pentru comercializarea produselor petroliere (după USAID și Banca Mondială).

### Impactul social
Pe fondul vechimii și extinderii rețeaua s-a dovedit importantă, iar brandul „PECO” intrând ca reflex în vorbire și folosit ca sinonimie pentru „benzinărie”, chiar și în cazurile când era vorba despre un concurent al PECO. Potrivit autorului Valentin Maier, dacă benzinăriile PECO ar mai fi rezistat în forma originală câțiva ani după privatizarea SNP Petrom, în vorbire s-ar fi produs un rezultat asemănător cu ARAGAZ, denumire comercială a unui produs petrolier realizat de compania Astra Română, fiind inclusă astăzi în istoria petrolului și în vorbirea curentă pentru desemnarea produsului gazos casnic.

### Incidente sau controverse
Într-un ziar Steagul Roșu din septembrie 1961 s-a menționat proasta aprovizionare a stației din Onești cu carburanți și uleiuri, deși orașul se afla la intersecția unor drumuri importante dinspre Bacău, Brașov, Adjud și Târgu Ocna.
Într-un număr România Liberă din decembrie 1968 s-a relatat cazul unui gestionar la stația PECO Băneasa–Service din București care a încercat să subtilizeze cel puțin 1250 lei.
În septembrie 1969 s-a prezentat cazul șefului gării Ghighiu, Prahova, cu antecendente, care a garat un vagon cisternă încărcat cu 17 900 litri de benzină cu cifră octanică 98 ce avea ruta de la Rafinăria Ploiești către Găești, vânzând-o la diferite persoane.
În 1982, mecanici de întreținere a I.C.R.A.L. Brașov, primitori-distribuitori de materiale și gestionari PECO au delapidat 8000 de litri de ulei și aproape o tonă de vaselină prin falsuri în înscris. Unii dintre aceștia au fost condamnați până la 7 ani și 6 luni de închisoare și obligați să plătească paguba.
În octombrie 1994 Toplița nu a mai fost alimentată cu combustibil pentru încălzirea blocurilor, din cauza lipsei de bani pentru achiziția acestora și a datoriilor primăriei față de PECO Harghita. În contextul în care Rafinăria Dărmănești și Petrobrazi acceptau doar plata pe loc, s-au purtat discuții cu Rafinăria Onești pentru achiziția a 300 de tone de combustibil, deși era nevoie de 3600 de tone.
În noiembrie 1994 a existat o criză a produselor petroliere în țară. În 8 și 9 noiembrie același an a avut loc la Ministerul Industriei din București o întâlnire între ministrul Dumitru Popescu și toți directorii PECO, alături de directorii de rafinării, unde s-a discutat criza produselor. Cu această ocazie au fost subliniate cauzele ca fiind: lipsa de petrol, cauzată de prețul ce a crescut de la 105 la 130 USD per tonă, și datoriile rafinăriilor către furnizorul de petrol (600 de miliarde de ROL). De asemenea, PECO avea o datorie de 62,6 de miliarde de ROL, din care 23 de miliarde de ROL era datoria sectorului agricol către PECO. Pe de altă parte, o avarie a unei conducte de petrol din nordul Rusiei a dus la oprirea Rafinăriei Onești și epuizarea stocurilor unității. Criza a fost continuată și de lipsa gazului pentru butelii, cauzată de situația critică a instalației de cracare catalitică de la Onești, unde a fost nevoie de pornirea alteia la Ploiești.
În 1997 a existat o pagubă de de 44 milioane de ROL la stația din Onești.
În perioada anului 1998, sucursala PECO Bacău a urmat ordinele centralei PECO și s-a aprovizionat doar de la Petrobrazi și Petromidia, întrucât cota primită de RAFO Onești de la Societatea Română a Petrolului „Petrom” pentru distribuția de carburanți a fost mică. În același an a început să se aprovizioneze de la RAFO. Avantajul era unul de ordin logistic, prin distanța mică între furnizor și beneficiar și economisirea de timp și bani.
În 1999, la sucursala PECO Brăila a avut loc o pagubă de circa 4,5 miliarde de ROL (sau 2,6 miliarde de ROL) ca urmare a livrării de combustibili către firme din țară a căror bonitate nu a putut fi verificată, prin plata cu cecuri false. O fraudă asemănătoare, cu cecuri fără acoperire, s-a întâmplat în 1998 la Rafinăria Dărmănești.
În anul 2000, piața de carburanți din țară și în special din regiunea Moldovei a avut de suferit prin intrarea în revizie a rafinăriei Brazi în 1 mai același an, precum și a solicitărilor relativ mari de combustibil în respectiva perioadă. Sucursala PECO Vaslui a rămas fără sortimentul de benzină Super-plus, cel mai căutat carburant, în cele opt stații din județ. Ca soluție de avarie a fost aleasă aprovizionarea de la rafinăria Pitești, aflată mai departe. Pe de altă parte, stațiile de alimentare private nu întâmpinau problema aprovizionării cu benzina Super-plus.
În 2003 a fost deschis un dosar de abuz în serviciu pentru cumpărarea unor utilaje la prețuri supraevaluate de către directorul PECO Vrancea.